# Faye (Loir-et-Cher)
Faye település Franciaországban, Loir-et-Cher megyében. Lakosainak száma 220 fő (2022. január 1.). Faye La Chapelle-Enchérie, Renay, Rocé, Selommes, Villetrun és Oucques La Nouvelle községekkel határos.

## Népesség
A település népességének változása:
| Lakosok száma | 187  | 152  | 152  | 179  | 233  | 244  | 243  | 227  | 225  | 220  |
|               | 1968 | 1982 | 1990 | 2006 | 2013 | 2015 | 2017 | 2019 | 2020 | 2022 |